# Fibigia membranacea
Fibigia membranacea är en korsblommig växtart som beskrevs av Karl Heinz Rechinger. Fibigia membranacea ingår i släktet Fibigia och familjen korsblommiga växter. Inga underarter finns listade i Catalogue of Life.